# Persecution Mania
Persecution Mania è il secondo album del gruppo thrash metal tedesco Sodom, pubblicato nel 1987. L'album segna un drastico cambio di sonorità, dal black metal degli esordi al thrash metal. Assieme ai lavori di band come Destruction e Kreator, Persecution Mania ha contribuito a plasmare il cosiddetto "Thrash Teutonico".
A differenza di ciò che l'artwork di copertina (sul quale appare per la prima volta Knarrenheinz) potrebbe suggerire, i temi dell'album vertono più sulla politica e sulla guerra che sulla religione. Entrambi i cambiamenti (di stile e di tematiche) sono in larga parte dovuti all'influenza del nuovo chitarrista Frank "Blackfire" Godznik, che ha fornito ai Sodom una maggiore profondità nei testi e un sound più pulito e organizzato.
L'outro di chitarra nella traccia nr. 9, Bombenhagel, è l'inno nazionale tedesco, Das Lied der Deutschen.
L'edizione distribuita su musicassetta comprende come bonus track soltanto il brano Outbreak of Evil, ripreso da In the Sign of Evil, mentre l'edizione su compact disc ha anche come tracce bonus quelle che compongono l'EP Expurse of Sodomy.
L'album è stato ristampato nel 2000 come parte di un doppio pacchetto con Obsessed by Cruelty o In the Sign of Evil. In entrambe le versioni Persecution Mania include l'EP Expurse of Sodomy.

## Tracce
1. Nuclear Winter – 5:23
2. Electrocution – 3:15
3. Iron Fist (Motörhead cover) – 2:43
4. Persecution Mania – 3:39
5. Enchanted Land – 3:59
6. Procession to Golgatha – 2:11
7. Christ Passion – 6:11
8. Conjuration – 3:42
9. Bombenhagel – 5:09

Bonus Tracks
1. Outbreak of Evil – 3:32
2. Sodomy & Lust – 5:14
3. The Conqueror – 3:29
4. My Atonement – 6:05

## Formazione
- Tom Angelripper - voce, basso
- Frank Blackfire - chitarra
- Chris Witchhunter - batteria